# Zafar
Zafar (a vegades Zufar) és un petit poble del Iemen que antigament fou la capital del regne himiarita. El poble actual es troba sobre les ruïnes de l'antiga ciutat a uns 8 km al sud de Yarim. A les ruïnes hi ha diverses inscripcions himiarites i sabees; les restes principals són el que queda del castell, i restes de murs. S'han trobat estàtues i elements decorats en dissenys geomètrics, figures mitològiques i zodiacals d'influència grega dels segles IV i V.
La ciutat es va fundar al primer mil·lenni, abans de Crist; l'esmenta ja Plini el Vell amb el nom de Sapphar, residència reial de l'Aràbia Feliç. Posteriorment l'autor anònim del "Periple de la mar Eritrea" esmenta la ciutat com a Saphar i diu que hi havia 9 dies de camí entre la costa de la mar Roja i la ciutat a l'interior, on regnava Charibael, sobirà dels homerites i sabeus. Claudi Ptolemeu l'esmenta com a Sapphar i li dona el rang de metròpoli. A les inscripcions sabees apareix el títol "rei de Saba i de Dhu-Raydan, i Raydan" era precisament el nom del castell de Zafar (nom que localment encara es conserva com Hisn Raydan) residència dels reis himiarites.
Una vintena d'inscripcions sabees esmenten la ciutat de Zafar. Una inscripció del rei Shairum Aswar (primer quart del segle iii) diu que la ciutat fou atacada pels axumites. Una altra inscripció informa que els reis Yasirum Yhanim i el seu fill Shammar Yuharish van deixar el castell de Raydan a Zafar per anar al palau de Salhin a la ciutat de Marib; vers el 315 una inscripció diu que l'exèrcit himiarita va fer una expedició a l'Hadramaut i va tornar a Zafar carregat de botí. Vers el 342 l'emperador Constanci II va enviar un ambaixador de nom Teòfil al rei himiarita i com a resultat es van poder construir tres esglésies, una de les quals a la capital Tapharon. A les inscripcions de Zafar hi ha els primers testimonis de monoteisme entre els himiarites: el rei Malikkarib Yuhanim i dos fills recorden la construcció del palau Shawhatan i Kallanum a la capital "mercès al poder del nostre senyor, el senyor del cel". L'embelliment posterior s'esmenta en una inscripció en què el rei Shurahbil Yafur diu que va erigir a Zafar un palau magnífic anomenat Hargab. Una inscripció de Zafar datada el 504 mostre indicis d'influència axumita, quan diversos personatge de noms abissinis que es declaren enviats, diuen haver construït una casa a Zafar. A l'arribada al poder del rei Yusuf Asar Yathar, de religió jueva, va combatre als axumites i als seus aliats cristians a Aràbia del sud. Una inscripció diu que el 518 el rei himiarita va matar a 300 abissinis o axumites i va cremar l'església de la ciutat de Zafar massacrant a tots els que eren dins; aquestes matances (i d'altres) van provocar la intervenció militar axumita dirigida pel rei cristià Caleb Ella Asbeha que va conquerir el Iemen el 525. A les actes de l'axumita Sant Arethas es fa una descripció de la ciutat reial de Zafar (esmentada com a Taphar). La Vita de Gregenti, després suposat bisbe de Zafar, esmenta tres esglésies a la ciutat construïdes per Caleb Ella Asbeha. Posteriorment Zafar va perdre importància al no ser la capita, que va passar a Sana a la fortalesa de Ghumdan.
A l'edat mitjana era un lloc en ruïnes i fou llavors quan va sorgir el poble que encara existeix. La millor descripció és la d'al-Hamdani (segle X) que explica que a més de Raydan, el castell i palau reial, hi havia dos altres castells a Zafar, coneguts com a Shawhatan i Kawkaban; la ciutat tenia nou portes totes les quals tenien nom i estaven guardades per controlar tothom qui entrava.
Entre el 2000 i el 2002 un equip alemany va excavar-hi una necròpolis del segle ii, i el 2003 va estudiar el palau Xawhatan.